# Zalew Zakrzówek

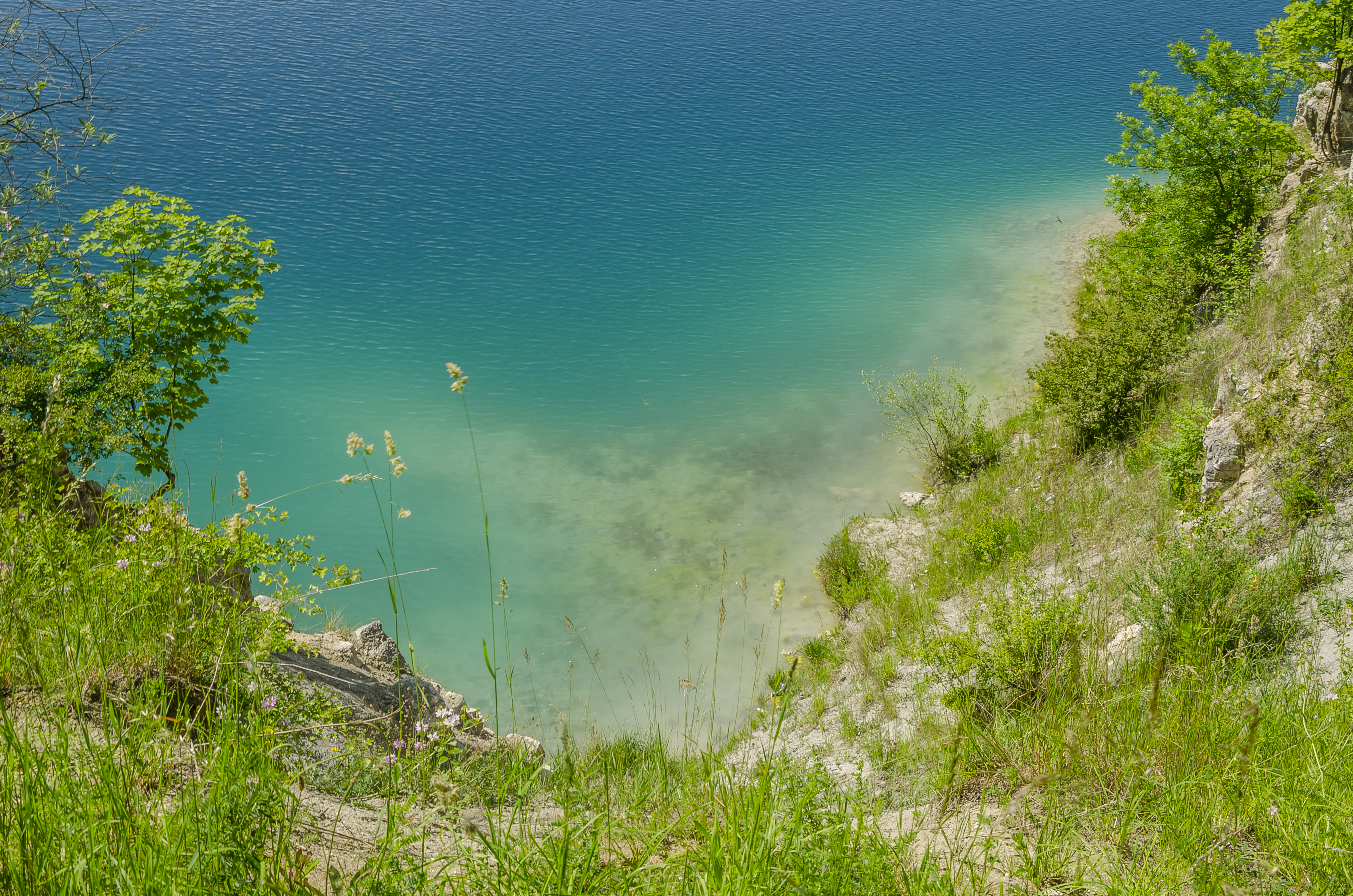
Eine der zahlreichen Buchten

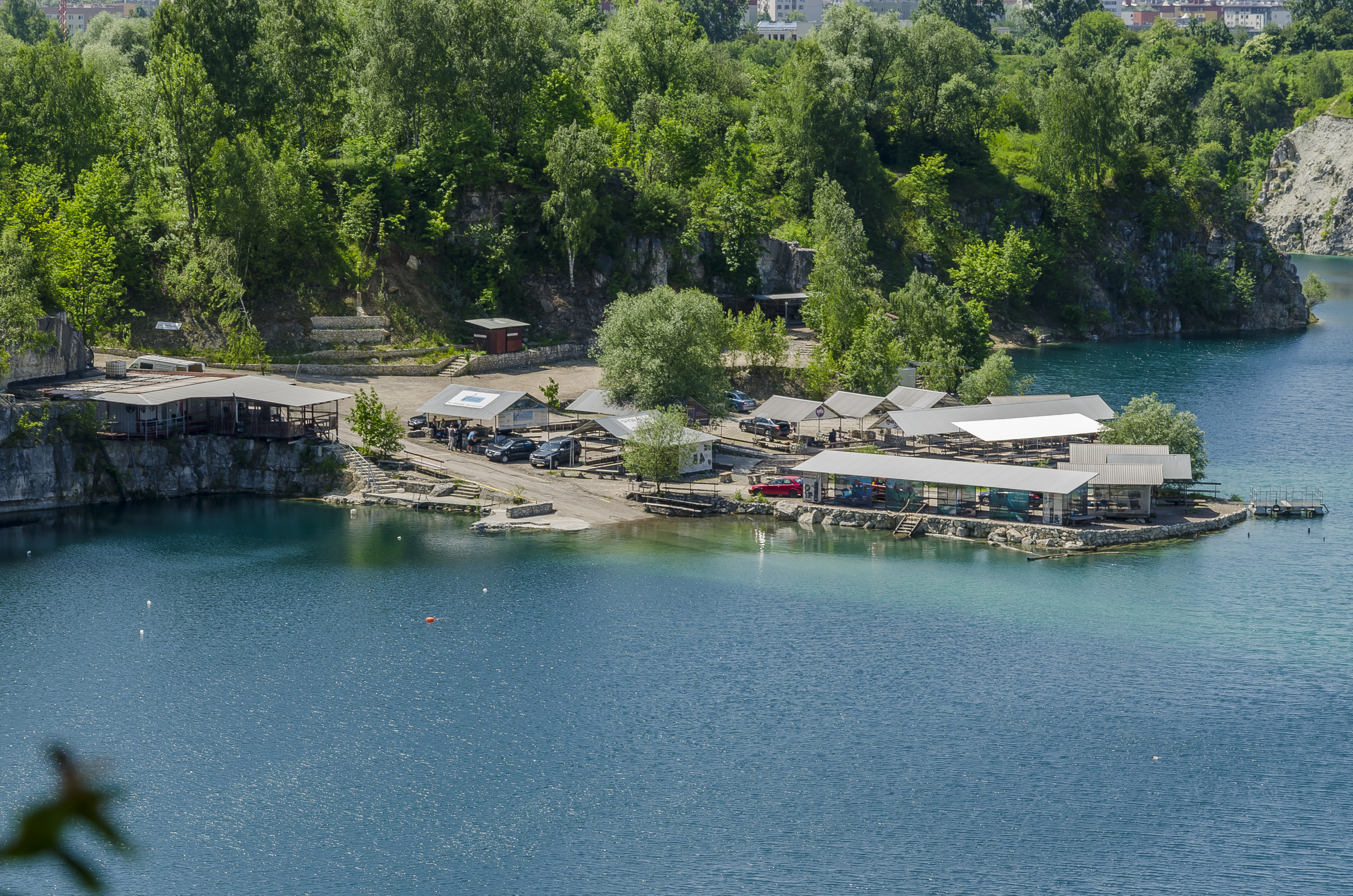
Marina Kraken der Taucher

Der Zalew Zakrzówek, auch Zakrzówek genannt, ist ein gefluteter Steinbruch in der polnischen Woiwodschaft Kleinpolen auf dem Gebiet der Stadt Krakau im gleichnamigen Stadtteil, im Stadtbezirk Dębniki am rechten Ufer der Weichsel.

## Beschreibung
Der See liegt auf einer Höhe von ca. 200 Metern über NN und ist bis zu 32 Meter tief. Er entstand 1990 in einem ehemaligen gleichnamigen Steinbruch, in dem bereits im Mittelalter Kalkstein abgebaut wurde, als man aufhörte, das eindringende Grundwasser abzupumpen. Die Ufer bilden zum großen Teil steile Felswände mit einer Höhe von bis zu 30 Metern.
Zwischen einer Bürgerinitiative und der Stadtverwaltung besteht seit 2002 ein Streit über die Bebauung der Ufer des Sees, die die Bürgerinitiative zu verhindern versucht. Die Naturschützer verweisen darauf, dass sich am See zahlreiche gefährdete Tierarten angesiedelt haben, wie zum Beispiel die Schlingnatter. Dennoch hat die Stadtverwaltung 2014 mit nur vier Gegenstimmen einen Bebauungsplan für das Gebiet um den See verabschiedet. In dem Gebiet entstehen Einfamilienhäuser und Villen der besser betuchten Krakauer Bevölkerung.

## Tourismus
Am Ufer des Sees befindet sich seit 1999 die Tauchbasis Kraken, die das Gelände von der Stadt pachtet. Der Taucherverein hat zahlreiche Gegenstände im See versenkt, unter anderem einen Polski Fiat 125p, die von den Tauchern in einer Tiefe von 7 bis 32 Metern aufgesucht werden. Die Unterwassersicht beträgt dank des klaren Wassers ca. 15 Meter. Der See ist bei Tauchern aus ganz Polen beliebt.
Der See wird von den Krakauern als Naherholungsgebiet genutzt. Im Juni 2023 wurde nach einem Umbau das Baden im See in ausgewiesenen Bereichen erlaubt. Zuvor galt aufgrund zahlreicher Badeunfälle und mangelnder Kontrolle ein Badeverbot, welches oft missachtet wurde.